# Bambusa australis
Bambusa australis är en gräsart som beskrevs av Liang Chi Chia och Hok Lam Fung. Bambusa australis ingår i släktet Bambusa och familjen gräs.
Artens utbredningsområde är Vietnam. Inga underarter finns listade i Catalogue of Life.